# OPERA
Pour les articles homonymes, voir Opéra (homonymie).

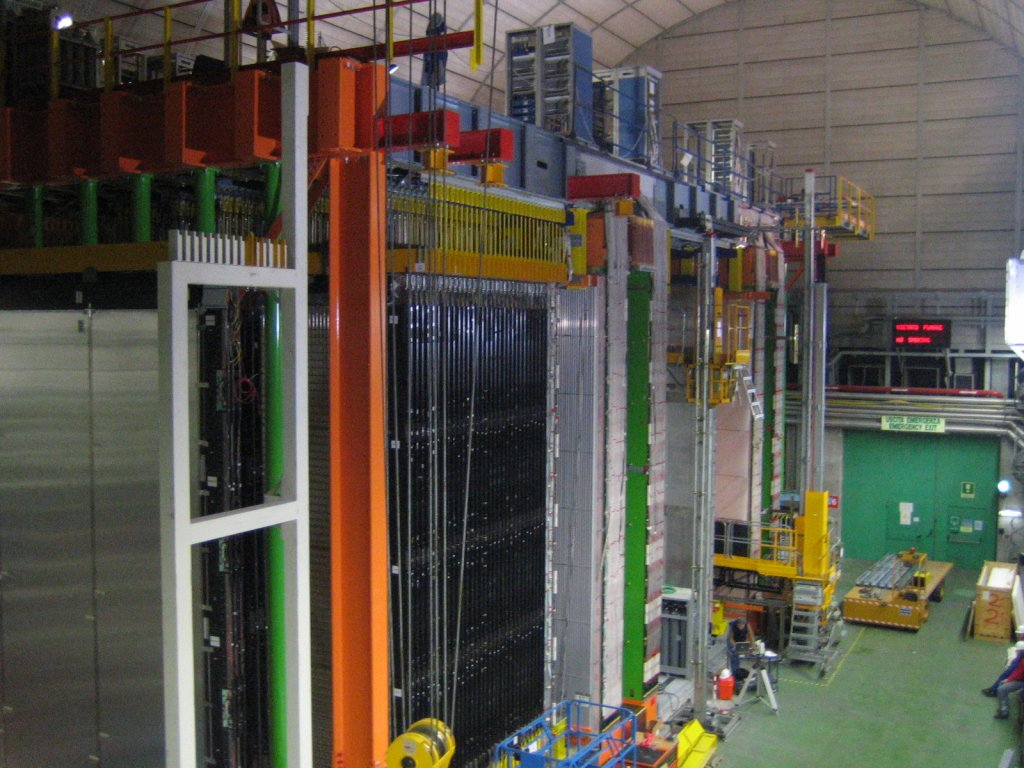
Détecteur OPERA au laboratoire national du Gran Sasso

OPERA (acronyme de l'anglais Oscillation Project with Emulsion-tRacking Apparatus) est une expérience internationale de physique des particules, destinée à observer et étudier le phénomène d'oscillation de neutrinos. Elle utilise un faisceau de neutrinos muoniques à haute intensité et à haute énergie produit par le Super Proton Synchrotron (SPS) du CERN à Genève et dirigé vers un détecteur souterrain installé au laboratoire national du Gran Sasso (LNGS), en Italie, à environ 730 km de distance. Les expériences ont commencé en été 2006.
Le 31 mai 2010, le CERN annonce que OPERA avait observé pour la première fois un neutrino tauique au sein du faisceau de neutrinos muoniques.
Le 23 septembre 2011, la collaboration OPERA annonce avoir mesuré un écart entre le temps de parcours des neutrinos du CERN au Gran Sasso par rapport au temps attendu, ce qui correspond à un dépassement apparent de la vitesse de la lumière. À la fin de 2012, il semble acquis dans l'opinion des physiciens que ces mesures de la vitesse des neutrinos étaient faussées par deux éléments techniques défaillants.
En juin 2015, OPERA détecte son cinquième neutrino tauique dans un faisceau de neutrinos muoniques en provenance du CERN. Cet évènement vient s'ajouter au faisceau de preuves de l'oscillation des neutrinos,.

## CNGS
Le faisceau de neutrinos est produit au CNGS (CERN Neutrinos to Gran Sasso) par l'impact d'un faisceau de protons fortement accélérés par le Super Proton Synchrotron (SPS) sur une cible de graphite. L'impact produit notamment des mésons, pions et des kaons, qui sont ensuite focalisés par deux cornes magnétiques dans la direction du LNGS. De courte durée de vie, ils se désintègrent en muons et neutrinos muoniques dans un tunnel sous vide de 1 km de long. Un système d'arrêt constitué de 3 m de graphite et 15 m de fer, refroidis par eau, permet de stopper au bout du tunnel les protons non absorbés et les mésons non désintégrés. Les muons sont eux absorbés dans le premier kilomètre de croûte terrestre, et seuls les neutrinos, qui interagissent très peu avec la matière, continuent vers le LNGS. Les neutrinos émis ont entre 5 et 30 GeV, avec une énergie moyenne de 17 GeV, et le faisceau fait 2 km de diamètre au niveau du LNGS.

## Le détecteur OPERA
Les appareils situés dans le Hall C du LNGS ont pour but de détecter des neutrinos tauiques issus de l'oscillation des neutrinos muoniques pendant leur parcours du CERN au Gran Sasso, qui dure approximativement 2,4 millisecondes. Ils sont constitués d'un empilement de plaques de plomb et de plaques photographiques destinées à interagir avec les neutrinos tauiques pour créer des tauons. L'ensemble des appareils comprend environ 150 000 de ces empilements, pour un poids total d'environ 1 300 tonnes. Ces empilements sont complétés d'appareils de détection électroniques (capteurs et spectromètres).

## Vitesse des neutrinos
Le 22 septembre 2011, les responsables de l'expérience OPERA annoncent, par une prépublication sur le site arXiv et une conférence largement médiatisée, que le temps de vol mesuré des neutrinos produits au CERN est inférieur de 60,7±(6,9)stat±(7,4)syst ns à celui attendu pour des particules se déplaçant à la vitesse de la lumière,. Ce décalage correspond à un écart relatif à la vitesse de la lumière de {\displaystyle {{v-c} \over {c}}=(2,48\pm (0,28)_{stat}\pm (0,30)_{syst})\times 10^{-5}}, soit une vitesse de 299 799,9 ± 1,7 km/s, 7,4 km/s de plus que la vitesse de la lumière.
La mesure du temps de vol n'est pas faite directement pour chaque neutrino détecté, mais en corrélant la densité de probabilité du temps d'émission des protons du SPS, avec la densité de probabilité de détection des neutrinos au LNGS (au total environ 16 111 événements recueillis depuis 2008, après une mise à jour du détecteur). Les faisceaux de protons sont des impulsions de 10 microsecondes de durée, et quand un neutrino est détecté il n'est pas possible de savoir à quel instant de l'impulsion il a été créé. La distribution en temps des protons a cependant une forme particulière, qui est à peu près la même que celle des neutrinos détectés, ce qui permet d'associer sans équivoque les neutrinos aux protons au niveau global et de déterminer leur décalage temporel sur des horloges synchronisées, par une estimation du maximum de ressemblance entre les distributions statistiques d'émission et de détection. Ce décalage est essentiellement dû au temps de vol des neutrinos, environ 2,4 millisecondes. Après correction de tous les décalages de la chaîne de mesure, le temps de vol obtenu est 60 ns plus court que celui obtenu en prenant la vitesse de la lumière.
Les neutrinos émis ont une énergie centrée autour de 17 GeV. L'analyse d'une possible corrélation entre temps de vol mesuré et énergie des neutrinos a été faite en répartissant les neutrinos dont l'énergie a pu être mesurée en deux groupes équivalents, au-dessous et au-dessus de 20 GeV, mais l'écart de temps entre les deux distributions n'est pas statistiquement significatif.
Les membres de la collaboration OPERA concluent de manière prudente : « En dépit du caractère très significatif de la mesure et de la robustesse de l'analyse, l'impact potentiel du résultat rapporté motive la poursuite des études sur de possibles effets systématiques encore inconnus qui pourraient expliquer l'anomalie observée. Nous ne proposons délibérément aucune tentative d'interprétation théorique ou phénoménologique ».
Des mesures obtenues par l'expérience MINOS aux États-Unis, publiées en 2007, allaient également dans le sens d'un temps de parcours trop court, mais les marges d'incertitude statistiques étaient compatibles avec la vitesse de la lumière. Le détecteur de l'expérience MINOS est en cours de modification pour améliorer la précision de mesure du temps de vol. Le porte-parole de l'expérience internationale T2K, située au Japon, a quant à lui indiqué que la possibilité de reproduire l'expérience était à l'étude.
Cette mesure semble en contradiction avec la détection en 1987 des neutrinos émis par la supernova 1987A, quelques heures avant l'observation de celle-ci dans le domaine visible, qui fixait une limite d'écart à la vitesse de la lumière de quatre ordres de grandeur plus faible que celui observé par OPERA, mais pour des énergies 1 000 fois plus faibles,.
Le 17 novembre 2011, la collaboration OPERA annonce de nouveaux résultats qui confortent les précédents. En utilisant des impulsions de protons beaucoup plus courtes (3ns, séparées de 524 ns) afin d'éliminer tout biais lié à l'utilisation de la corrélation la densité de probabilité du temps d'émission des protons du SPS, avec la densité de probabilité de détection des neutrinos au LNGS. Cette méthode permet de mesurer le temps de vol de chaque neutrino, la durée des impulsions étant plus courte que le décalage mesuré précédemment. 20 neutrinos ont été détectés avec une avance moyenne de 62.1 ± 3.7 ns sur la vitesse de la lumière, en cohérence avec les résultats précédents,
Le 22 février 2012, la revue Science fait état d'une mauvaise connexion au niveau de la fibre optique reliant un GPS à une carte électronique du dispositif expérimental d'OPERA et qui pourrait être à l'origine de l'effet observé. Le 23 février, le CERN a confirmé que cette hypothèse était en cours d'investigation, tout en mentionnant une autre défaillance possible au niveau d'un oscillateur utilisé pour la synchronisation avec un GPS, qui accentuerait l'effet observé.
En mars 2012, l'expérience ICARUS (en), située elle aussi à Gran Sasso, aurait démontré que les neutrinos d'OPERA ne vont pas plus vite que la lumière,.
Le 30 mars 2012, le porte-parole de l'expérience, le physicien italien Antonio Ereditato, annonce sa démission, à la suite des dissensions apparues entre les chercheurs de l'équipe. En avril 2012, il semble acquis dans l'opinion des physiciens que ces mesures de la vitesse des neutrinos étaient faussées par deux éléments techniques défaillants, bien que les dernières conclusions ne puissent être tirées qu'après de nouvelles expériences, et un des membres de l'équipe scientifique commente « On peut craindre que cet épisode fasse perdre confiance en la science dans le public. Mais cela montre aussi qu'en science les erreurs sont possibles, et que rien n'est définitif, à condition de rester critique et rigoureux dans notre travail. C'est la leçon à en tirer » .
Le 8 juin 2012, les scientifiques de l'expérience OPERA ont annoncé que l'anomalie était effectivement liée à une erreur de mesure due au branchement défectueux d’un câble de synchronisation optique des horloges atomiques, et que la vitesse mesurée des neutrinos était compatible avec celle de la lumière.

## Dans la culture populaire
Il est fait référence à cette expérience dans le huitième épisode de la cinquième saison de The Big Bang Theory (diffusé le 3 novembre 2011 sur CBS) , au début duquel le physicien théoricien Sheldon Cooper propose comme sujet de discussion à ses amis le thème suivant : « Faster-than-light particles at CERN : paradigm-shifting discovery or another Swiss export as full of holes as their cheese ? » (« Des particules plus rapides que la lumière au CERN : une découverte entraînant un changement de paradigme, ou un nouveau truc suisse tout aussi plein de trous que leur fromage ? »).